# (6612) Hachioji
(6612) Hachioji ist ein Asteroid des Hauptgürtels, der am 10. März 1994 von den japanischen Astronomen Yoshio Kushida und Osamu Muramatsu am Yatsugatake South Base Observatory (IAU-Code 896) in Hokuto in der Präfektur Yamanashi auf der Insel Honshū entdeckt wurde.
Der Himmelskörper gehört zur Nysa-Gruppe, einer nach (44) Nysa benannten Gruppe von Asteroiden (auch Hertha-Familie genannt nach (135) Hertha).
Der Asteroid wurde am 27. Dezember 2002 nach der japanischen Stadt und Teil der Agglomeration Tokio Hachiōji benannt, die Zentrum der Tama-Region, des Westteils der Präfektur Tokio ist.